# Phlegra tristis
Phlegra tristis is een spinnensoort in de taxonomische indeling van de springspinnen (Salticidae).
Het dier behoort tot het geslacht Phlegra. De wetenschappelijke naam van de soort werd voor het eerst geldig gepubliceerd in 1927 door Roger de Lessert.